# Martine Richard
 (novembre 2023).
Si vous disposez d'ouvrages ou d'articles de référence ou si vous connaissez des sites web de qualité traitant du thème abordé ici, merci de compléter l'article en donnant les références utiles à sa vérifiabilité et en les liant à la section « Notes et références ».
Martine Richard, née le 23 janvier 1962 à Saint-Jean-sur-Richelieu, au Québec, est une écrivaine québécoise.

## Biographie
Martine Richard vit à Longueuil. Après avoir complété un baccalauréat en études françaises et un certificat en enseignement de l’Université de Montréal, elle amorce une carrière comme enseignante de français, fait de la révision et de la correction. 
Elle est aussi auteure : nouvelles, paroles de chansons, œuvres pour la jeunesse et romans.
Grâce à son ouvrage Le grand ménage d’Alice l’écrevisse, elle remporte le premier prix aux Grands Prix du livre de la Montérégie en 2009, dans la catégorie Tout-petits. Elle est d'ailleurs coordonnatrice de l'Association des auteurs de la Montérégie de 2014 à 2022.

### Ouvrages pour la jeunesse
- Le grand ménage d'Alice l'écrevisse, Bouton d'or Acadie, 2012
- Chapeau Camomille !, Éditions de la Paix (2004).
- Tourlou et les troubadours !, Éditions de la Paix (2002).
- Tas-de-plumes et les humains, Éditions de la Paix (2001).
- Aquarine a-t-elle perdu la boule ?, Éditions de la Paix (2001).

### Romans
- Papillons, Leméac éditeur (2021)
- Les sept vies de François Olivier, Éditions David (2006).
- Dans la tête d’Anouk, Éditions Les Intouchables (2001).